# Wartosław
Wartosław (dawniej Nowymost lub Nowy Most, niem. Neubrück) – wieś w Polsce położona w województwie wielkopolskim, w powiecie szamotulskim, w gminie Wronki. Dawniej miasto; uzyskał lokację miejską w 1781 roku, zdegradowany około 1858 roku. W latach 1975–1998 miejscowość administracyjnie należała do województwa pilskiego. Na południe od wsi znajduje się jezioro Pożarowskie.
We wsi istnieje klub sportowy LZS Warta, jednostka Ochotniczej Straży Pożarnej oraz funkcjonuje przeprawa promowa przez Wartę. 

## Historia

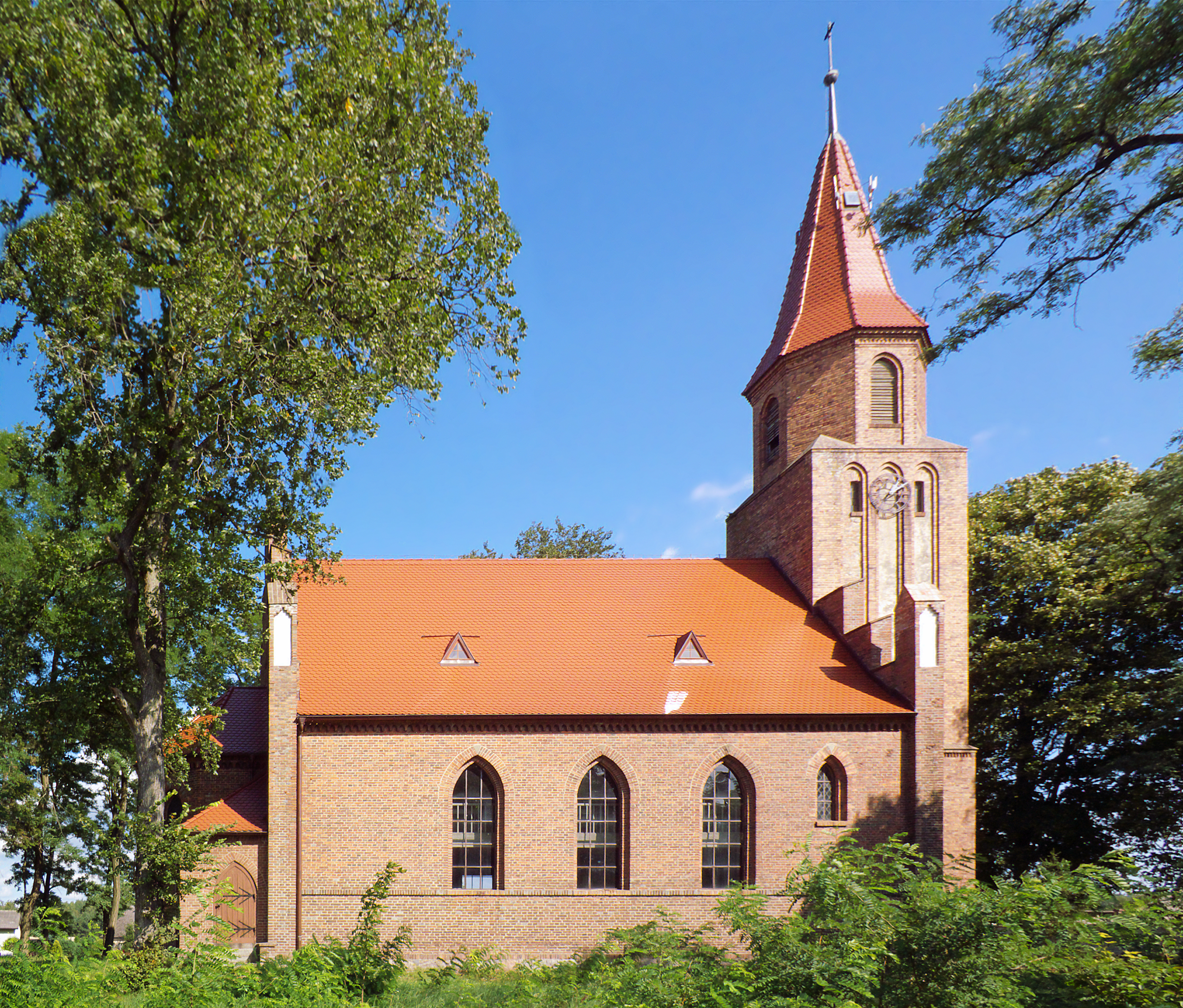
Kościół Serca Jezusowego

Wieś na lewym brzegu rzeki Warty, ok. 6 km na zachód od Wronek. W 1785 r. starosta babimojski i sędzia poznański Łukasz Bniński założył na gruntach wsi Biezdrowo nowe miasto przeznaczone dla rzemieślników zwane (wówczas) Nowym Mostem od wybudowanego na Warcie drewnianego mostu. Nowy Most był wówczas znaczącym ośrodkiem sukiennictwa, działały też m.in. trzy wiatraki, dwie cegielnie, garbarnia i mydlarnia. Po wprowadzeniu barier celnych przez Prusy miejscowość podupadła i utraciła prawa miejskie w połowie XIX w.

## Zabytki
- Późnobarokowy kościół pw. Trójcy Św. z 1785 r. z klasycystycznym ołtarzem, obecnie kaplica cmentarna,
- Neogotycki kościół pw. Serca Jezusowego (poewangelicki, ob. kościół filialny), zbudowany w 1854 r., z wysoką wieżą,
- Neogotycki budynek dawnej pastorówki (plebanii),
- Miejski układ przestrzenny wsi.